# Loraine (Dakota del Nord)
Loraine és una població dels Estats Units a l'estat de Dakota del Nord. Segons el cens del 2000 tenia 19 habitants.

## Demografia
Segons el cens del 2000, Loraine tenia 19 habitants, 8 habitatges, i 5 famílies. La densitat de població era de 30,6 hab./km².
Dels 8 habitatges en un 37,5% hi vivien nens de menys de 18 anys, en un 62,5% hi vivien parelles casades, en un 0% dones solteres, i en un 37,5% no eren unitats familiars. En el 37,5% dels habitatges hi vivien persones soles el 25% de les quals corresponia a persones de 65 anys o més que vivien soles. El nombre mitjà de persones vivint en cada habitatge era de 2,38 i el nombre mitjà de persones que vivien en cada família era de 3,2.
Per edats la població es repartia de la següent manera: un 31,6% tenia menys de 18 anys, un 0% entre 18 i 24, un 21,1% entre 25 i 44, un 26,3% de 45 a 60 i un 21,1% 65 anys o més.
L'edat mediana era de 44 anys. Per cada 100 dones de 18 o més anys hi havia 116,7 homes.
La renda mediana per habitatge era de 36.250 $ i la renda mediana per família de 36.250 $. Els homes tenien una renda mediana de 0 $ mentre que les dones 16.250 $. La renda per capita de la població era de 7.810 $. Entorn del 25% de les famílies i el 13,3% de la població estaven per davall del llindar de pobresa.

## Poblacions més properes
El següent diagrama mostra les poblacions més properes.